# Mussy-sur-Seine
Mussy-sur-Seine település Franciaországban, Aube megyében. Lakosainak száma 944 fő (2022. január 1.). Mussy-sur-Seine Essoyes, Gyé-sur-Seine, Plaines-Saint-Lange, Les Riceys, Charrey-sur-Seine, Gomméville, Grancey-sur-Ource és Molesme községekkel határos.

## Népesség
A település népességének változása:
| Lakosok száma | 1429 | 1684 | 1481 | 1185 | 1058 | 1042 | 1019 | 1017 | 1021 | 944  |
|               | 1968 | 1982 | 1990 | 2006 | 2013 | 2015 | 2017 | 2019 | 2020 | 2022 |